# Măgherani
Măgherani ou Nyárádmagyarós en hongrois (Ungarischdorf en allemand) est une commune roumaine du județ de Mureș, dans la région historique de Transylvanie et dans la région de développement du Centre.

## Géographie
La commune de Măgherani est située dans l'est du județ, dans une zone collinaire entre les rivières Niraj et Târnava Mică, à 10 km à l'ouest de Sovata et à 37 km à l'est de Târgu Mureș, le chef-lieu du județ. Le Mont Becheci (altitude : 1 080m) est le point culminant de la commune.
Jusqu'en 2004, la commune se composait de 10 villages. À cette date, les villages de Bâra, Bereni, Cându, Drojdii, Eremieni, Maia et Mărculeni se sont séparés de la commune de Măgherani pour fonder la commune de Bereni.
La municipalité est composée des trois villages suivants (population en 2002) :
- Măgherani (703), siège de la municipalité ;
- Șilea Nirajului (503) ;
- Torba (171).

## Histoire
La première mention écrite du village date de 1567.
La commune de Măgherani a appartenu au royaume de Hongrie, puis à l'empire d'Autriche et à l'Empire austro-hongrois.
En 1876, lors de la réorganisation administrative de la Transylvanie, elle a été rattachée au comitat de Maros-Torda.
La commune de Măgherani a rejoint la Roumanie en 1920, au traité de Trianon, lors de la désagrégation de l'Autriche-Hongrie. Après le deuxième arbitrage de Vienne, elle a été occupée par la Hongrie de 1940 à 1944, période durant laquelle la petite communauté juive fut exterminée par les Nazis. Elle est redevenue roumaine en 1945.

## Politique
Le conseil municipal de Măgherani compte 9 sièges de conseillers municipaux. À l'issue des élections municipales de juin 2008, Antal Kacso (UDMR) a été élu maire de la commune.
| Parti                                      | Nombre de conseillers |
| ------------------------------------------ | --------------------- |
| Union démocrate magyare de Roumanie (UDMR) | 8                     |
| Parti Civique Hongrois (PCM)               | 1                     |

## Religions
En 2002, la composition religieuse de la commune était la suivante :
- Réformés, 77,38 % ;
- Catholiques romains, 11,70 % ;
- Adventistes du septième jour, 2,85 % ;
- Chrétiens orthodoxes, 1,79 %.

## Démographie
En 1910, la commune comptait 16 Roumains (0,27 %), 5 790 Hongrois (98,19 %) et 19 Allemands (0,32 %).
En 1930, on recensait 15 Roumains (0,26 %), 5 633 Hongrois (97,95 %), 21 Juifs (0,37 %) et 81 Tsiganes (2,16 %).
En 2002, 39 Roumains (1,42 %) côtoient 2 602 Hongrois (95,20 %) et 92 Tsiganes (3,36 %). On comptait à cette date 650 ménages et 820 logements.
| 1850  | 1880  | 1900  | 1910  | 1930  | 1956  | 1977  | 1992  | 2002  |
| ----- | ----- | ----- | ----- | ----- | ----- | ----- | ----- | ----- |
| 4 159 | 5 102 | 5 869 | 5 897 | 5 751 | 5 927 | 4 287 | 3 033 | 2 733 |

| 2007  | - | - | - | - | - | - | - | - |
| ----- | - | - | - | - | - | - | - | - |
| 1 415 | - | - | - | - | - | - | - | - |

## Économie
L'économie de la commune repose sur l'agriculture, l'élevage et l'exploitation des forêts.

## Communications

### Routes
Măgherani se trouve sur la route régionale Miercurea Nirajului-Sovata.

## Lieux et monuments
- Măgherani, église réformée de 1791.